# Yamama-Palast

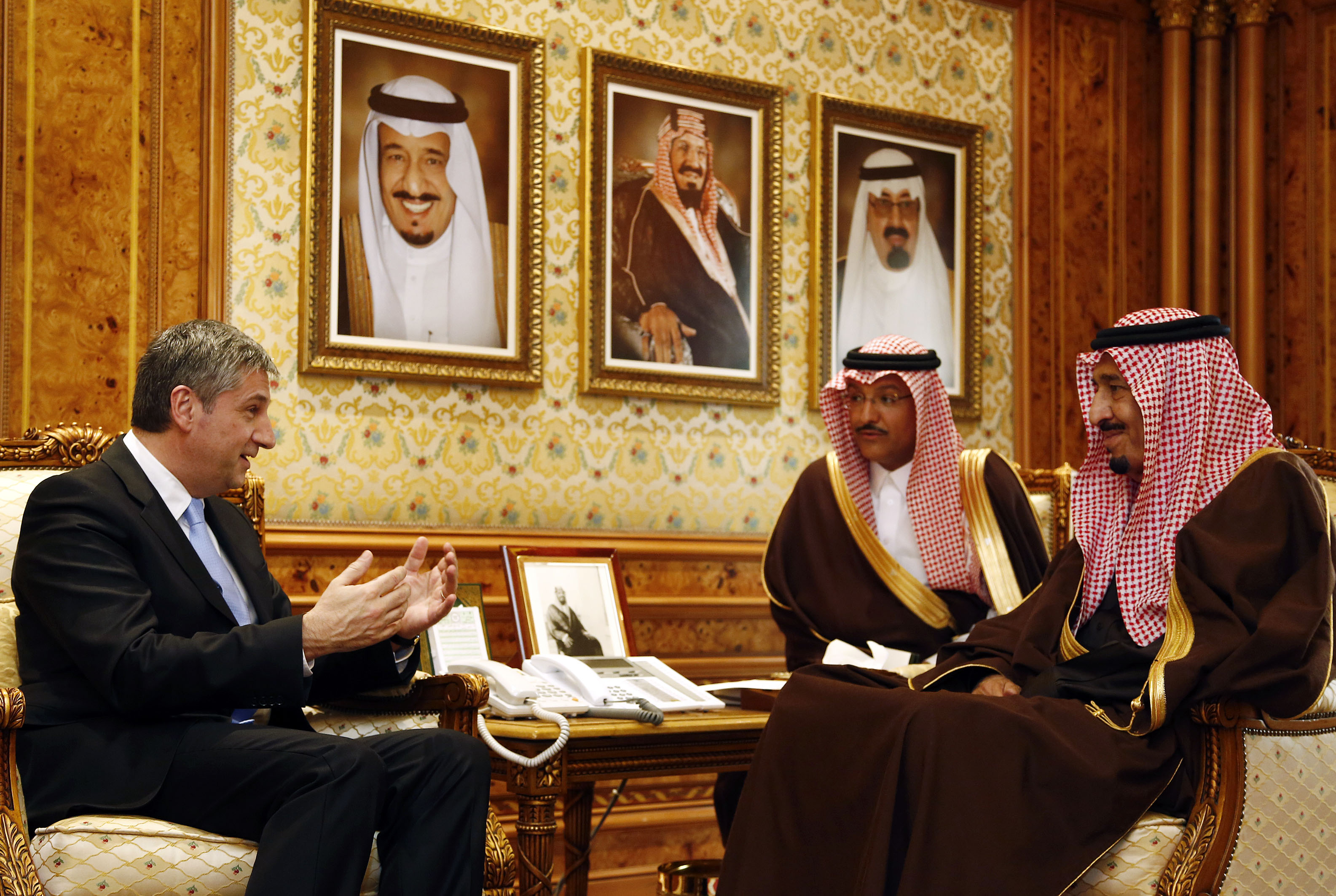
Der österreichische Außenminister Michael Spindelegger im Gespräch mit Kronprinz Salman (2013)

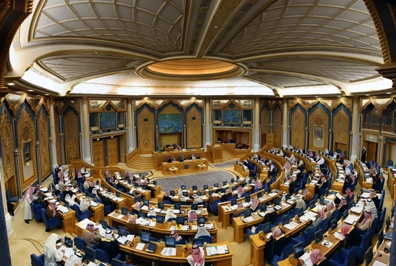
Beratende Versammlung im Yamama-Palast

Der Yamama-Palast (arabisch قصر اليمامة, DMG Qaṣr al-Yamāma) ist die offizielle Residenz des Königs von Saudi-Arabien. Der Palast befindet sich in den westlichen Vororten von Riad, der Hauptstadt des Königreichs, und ist gleichzeitig der königliche Palast von Saudi-Arabien. Er beherbergt auch das Parlamentsgebäude für die  Beratende Versammlung (Schurarat).